# Guyana op de Olympische Zomerspelen 2024
Guyana nam deel aan de Olympische Zomerspelen 2024 in Parijs, Frankrijk.

## Aantal deelnemers
Hieronder volgt een overzicht van de atleten die zich kwalificeerden voor de Olympische Zomerspelen van 2024.
| Sport       | Mannen | Vrouwen | Totaal |
| ----------- | ------ | ------- | ------ |
| Atletiek    | 1      | 1       | 2      |
| Tafeltennis | 0      | 1       | 1      |
| Zwemmen     | 1      | 1       | 2      |
| Totaal      | 2      | 3       | 5      |

## Deelnemers en resultaten

### Atletiek

#### Loopnummers
Mannen
| atleet            | onderdeel | voorronde | voorronde | series | series | herkansingen | herkansingen | halve finale   | halve finale   | finale         | finale         |
| atleet            | onderdeel | tijd      | rang      | tijd   | rang   | tijd         | rang         | tijd           | rang           | tijd           | rang           |
| ----------------- | --------- | --------- | --------- | ------ | ------ | ------------ | ------------ | -------------- | -------------- | -------------- | -------------- |
| Emanuel Archibald | 100 m     | bye       | bye       | 10,40  | 8      | n.v.t.       | n.v.t.       | niet geplaatst | niet geplaatst | niet geplaatst | niet geplaatst |

Vrouwen
| atlete        | onderdeel | voorronde | voorronde | series   | series | herkansingen | herkansingen | halve finale   | halve finale   | finale         | finale         |
| atlete        | onderdeel | tijd      | rang      | tijd     | rang   | tijd         | rang         | tijd           | rang           | tijd           | rang           |
| ------------- | --------- | --------- | --------- | -------- | ------ | ------------ | ------------ | -------------- | -------------- | -------------- | -------------- |
| Aliyah Abrams | 400 m     | n.v.t.    | n.v.t.    | 51,55 SB | 4 H    | 51,84        | 5            | niet geplaatst | niet geplaatst | niet geplaatst | niet geplaatst |

### Tafeltennis
Vrouwen
| atleet          | onderdeel | voorronde            | eerste ronde         | tweede ronde         | derde ronde          | kwartfinale          | halve finale         | finale / BM          | finale / BM    |
| atleet          | onderdeel | tegenstander uitslag | tegenstander uitslag | tegenstander uitslag | tegenstander uitslag | tegenstander uitslag | tegenstander uitslag | tegenstander uitslag | rang           |
| --------------- | --------- | -------------------- | -------------------- | -------------------- | -------------------- | -------------------- | -------------------- | -------------------- | -------------- |
| Chelsea Edghill | enkelspel | Hanffou V 1 - 4      | niet geplaatst       | niet geplaatst       | niet geplaatst       | niet geplaatst       | niet geplaatst       | niet geplaatst       | niet geplaatst |

### Zwemmen
Mannen
| atleet       | onderdeel        | series     | series | halve finale | halve finale | finale         | finale         |
| atleet       | onderdeel        | tijd       | rang   | tijd         | rang         | tijd           | rang           |
| ------------ | ---------------- | ---------- | ------ | ------------ | ------------ | -------------- | -------------- |
| Raekwon Noel | 400 m vrije slag | 4.02,29 NR | 34     | n.v.t.       | n.v.t.       | niet geplaatst | niet geplaatst |

Vrouwen
| atlete        | onderdeel        | series  | series | halve finale | halve finale | finale         | finale         |
| atlete        | onderdeel        | tijd    | rang   | tijd         | rang         | tijd           | rang           |
| ------------- | ---------------- | ------- | ------ | ------------ | ------------ | -------------- | -------------- |
| Aleka Persaud | 400 m vrije slag | 1.01,29 | 28     | n.v.t.       | n.v.t.       | niet geplaatst | niet geplaatst |